# Нючпас
Нючпас  — посёлок в Койгородском районе Республики Коми в составе сельского поселения Ужга. До 15 марта 2022 года административный центр и единственный населённый пункт сельского поселения Нючпас. Численность населения посёлка составляет 97 человек (2023).

## География
Расположен в 37 км к северо-востоку от райцентра села Койгородок. 

## История
Первое упоминание о посёлке относится к 9 октября 1757 года, когда устюжские купцы И. Курочкин и А. Юрьинский получили разрешение построить домну на реке Нюспас: «и именовать оной завод Нючпасский». Необходимость строительства этого завода была обусловлена недостатком имевшейся при принадлежавшем И. Курочкину Кажимском заводе рудной базы; новый завод должен был выплавлять чугун и отправлять его в Кажим для дальнейшей переплавки в железо. 
Благодаря построенной в XVIII веке на реке Нюспас плотине образовалось Нючпасское водохранилище.
В 1923 году из-за прорыва плотины, высокой себестоимости чугуна и незначительного количества рабочих Нючпасский завод был остановлен, а в 1926 году окончательно ликвидирован. 
В дальнейшем в поселке было организовано лесозаготовительное производство.

## Население
| 2010 | 2012 | 2013 | 2014 | 2015 | 2016 |
| ---- | ---- | ---- | ---- | ---- | ---- |
| 192  | ↘183 | ↘177 | ↘174 | ↘164 | ↘151 |
| 2017 | 2018 | 2019 | 2020 | 2021 |      |
| ↘148 | ↘141 | ↘134 | ↘133 | ↘121 |      |

По данным администрации Койгородского района, на 1 января 2023 года в посëлке Нючпас проживает 97 человек. 